# Schütteltrauma
Der rechtsmedizinische Fachbegriff Schütteltrauma, auch Schütteltrauma-Syndrom (engl.: shaken baby syndrome bzw. abusive head trauma), bezeichnet eine Folge einer  Kindesmisshandlung, die bei Säuglingen oder Kleinkindern auftritt.
Wenn kleine Kinder, deren Nackenmuskulatur noch nicht stark genug ist, um den Kopf stabil zu halten, kräftig geschüttelt werden, kann so ein Schädel-Hirn-Trauma verursacht werden, wobei zusätzlich auch Blutgefäße und Nervenbahnen reißen können.
Das Schütteltrauma-Syndrom zählt zu den häufigsten Ursachen von tödlichen Kopfverletzungen in dieser Altersgruppe. Bis zu 30 Prozent der betroffenen Kinder sterben daran, während rund 70 Prozent der Überlebenden Langzeitschäden erleiden.

## Definition und Ursachen
Schütteltrauma ist eine Hirnverletzung, die in Folge von Kindesmisshandlung durch äußere Gewalt (insbesondere Schütteln) bei Säuglingen und Kleinkindern festgestellt wird. Ein Schütteltrauma kann tödlich sein und führt häufig zu lebenslangen Beeinträchtigungen.
Misshandlungsbedingte Kopfverletzungen werden zu den nicht akzidentellen (unfallbedingten) Schädel-Hirn-Traumata (engl. „non-accidental head injury“) gezählt und treten am häufigsten in den ersten Lebensjahren auf.
Als Hauptauslöser für lang anhaltendes Schütteln eines Säuglings oder Kleinkindes durch Aufsichtspersonen nennt die Bundeszentrale für gesundheitliche Aufklärung lang anhaltendes Schreien des Kindes. Doch zusätzliche Faktoren wie eigene Überforderung und Frustration sowie erhöhter Erfolgsdruck hinsichtlich unternommener Beruhigungsversuche und eine unzureichende Impulskontrolle spielen ebenfalls eine Rolle. Situativ können fehlende oder unzureichende soziale Ressourcen das Risiko zusätzlich erhöhen.
In den ersten drei Lebensmonaten wies eine Studie aus den USA bei 16 bis 29 Prozent aller Säuglinge gehäuft auftretende Schreianfälle nach.

## Klinisches Bild und Symptome
Das klinische Bild ist variabel und von Dauer und Intensität des Schüttelns, dem Alter des Kindes und eventuellen Begleitverletzungen abhängig.
Typisch ist eine schwere neurologische Symptomatik ohne (schwere) äußere Verletzungen. Die betroffenen Säuglinge zeigen unter anderem einen reduzierten Allgemeinzustand und wirken dabei oft apathisch. Folgende Symptome können darüber hinaus auftreten: Trinkschwäche, Nahrungsverweigerung, Erbrechen und Irritabilität, Störungen der Temperaturregulation, muskuläre Hypotonie, zerebralen Krampfanfälle, sowie eine erhöhte Neigung zu Atemstillständen und verlangsamtem Herzschlag. Die Schwere des klinischen Bildes reicht von Somnolenz über Koma bis hin zu Tod.
An Untersuchungsbefunden können retinale Blutungen, Schädelfrakturen (bei zusätzlichem Aufprallen des Kopfes), Rippenfrakturen und ggf. weitere Frakturen nachzuweisen sein.

## Diagnostik

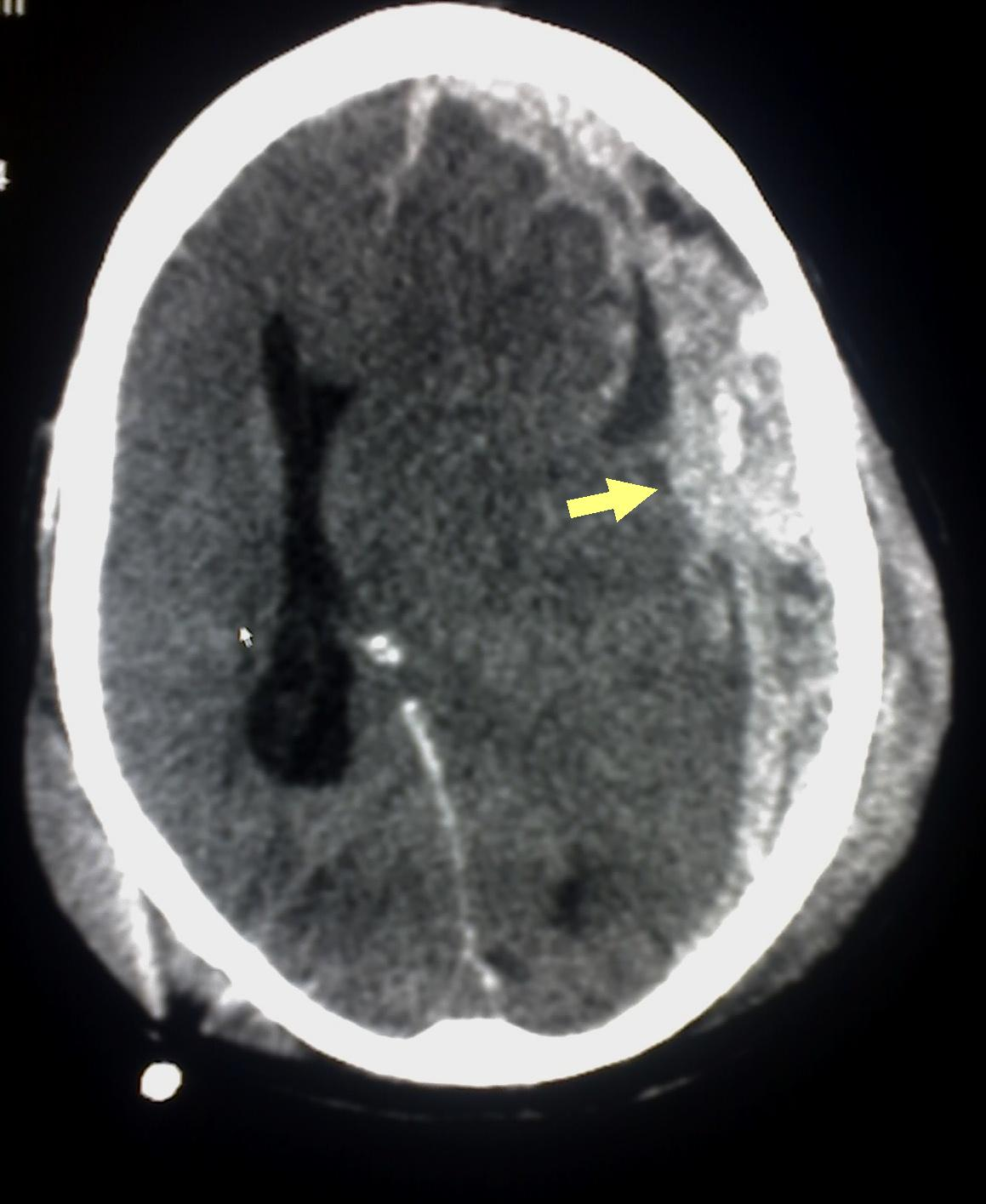
CT-Bild einer durch Schütteln verursachten Hirnblutung (Pfeil) zwischen Hirnhaut und Gehirn.

Als Primärdiagnostik erfolgt aufgrund der schnellen Verfügbarkeit häufig eine kranielle CT. Hierbei lassen sich die typischen subduralen Hämatome sowie posttraumatischen Hygrome nachweisen. Zur weiteren Diagnostik und zur Verlaufskontrolle wird eine MRT eingesetzt. Diese kommt bei Verfügbarkeit auch während der initialen Diagnostik zum Einsatz. Zur Diagnostik der retinalen Blutungen erfolgt eine Fundoskopie.
Zum Ausschluss von Differentialdiagnosen (wie Gerinnungserkrankungen, Stoffwechselerkrankungen oder plötzlicher Kindstod) erfolgt eine Blut- und Urinuntersuchung.
Äußerlich sind auf der Brust oder an den Armen des Säuglings mitunter Hämatome erkennbar, wenn das Schütteln noch nicht allzu lange zurückliegt. Die Diagnostik wird in der Regel dadurch erschwert, dass Eltern oder Aufsichtspersonen keine Angaben zum vorausgegangenen Schütteln machen möchten und darüber hinaus häufig falsche Angaben zu möglichen Ursachen machen. Hinweise auf zurück liegende Verletzungen oder Frakturen können den Verdacht auf ein Schütteltrauma zusätzlich erhärten.

## Prävention
Ansätze einer  Prävention ergeben sich unter anderen in Form von Etablierung von häuslichen Besuchs- und Beratungsprogrammen für Risikofamilien, der Identifizierung von Exzessivem Schreien im Säuglingsalter und ihrer Behandlung in so genannten Schreiambulanzen. Familien mit älteren Säuglingen (mehr als 6 Monate) kann durch Schlaftraining effizient geholfen werden. Auch die Erkennung und rasche Behandlung geschüttelter Kinder ist wichtig, um die betroffenen Kinder vor erneuter Misshandlung zu schützen und um gegebenenfalls bei Geschwisterkindern vorbeugend einzugreifen.
Das Nationale Zentrum Frühe Hilfen klärt über die Gefahren des Schüttelns auf und stellt Materialien zur Verfügung, die für das Thema sensibilisieren sollen. Dazu gehören auch Informationen darüber, wo junge Eltern sich bei Überforderung Hilfe und Beratung suchen können, um eine Kindeswohlgefährdung zu vermeiden. Insbesondere der Punkt, dass bereits ein kurzer Moment des Kontrollverlusts ausreicht, um lebenslang an den Folgen zu tragen, wird hierbei hervorgehoben. Die Beratung erfolgt im Rahmen des Hilfsangebotes Frühe Hilfen.
Eine 2011 veröffentlichte Studie zeigte für die USA, verglichen mit unmittelbar vorangehenden Jahren, für die Zeit des wirtschaftlichen Abschwungs im Zeitraum von Dezember 2007 bis Juni 2009 einen deutlichen Anstieg der Zahl der mit Schütteltrauma in eine Klinik eingelieferten Kinder auf. Die Autoren der Studie zogen daraus den Schluss, dass Präventionsbemühungen in wirtschaftlich schwierigen Zeiten zu verstärken seien.

## Folgen und Häufigkeit
In den USA wird das Schütteltrauma bei Säuglingen Shaken baby syndrome (SBS) genannt und gilt als die häufigste Todesursache bei körperlicher Kindesmisshandlung sowie als Grund für die meisten bleibenden Behinderungen bei (Klein-)Kindern.
Zu den neurologischen Langzeitschäden können Seh- und Sprachstörungen sowie Entwicklungsverzögerungen und Behinderungen zählen.
Eine kanadische Studie ergab, dass zwei Drittel der überlebenden Kinder schwere Langzeitschäden zeigen. Die Wissenschaftler prüften die Daten von 364 Kleinkindern, die mit Schütteltrauma in elf kanadische Kliniken eingeliefert wurden. 19 Prozent der Kinder starben an den Verletzungen, von den Überlebenden trugen 65 Prozent Sehprobleme davon, 55 Prozent behielten bleibende neurologische Schäden zurück.
In Deutschland erleiden nach Angaben der Deutschen Gesellschaft für Kinderchirurgie jährlich etwa 100 bis 200 Säuglinge dieses Trauma. Diese Zahl deckt sich mit Schätzungen durch das Deutsche Ärzteblatt, die das Schütteltrauma-Syndrom als die häufigste, nicht unfallbedingte Form des Schädel-Hirn-Traumas mit Todesfolge im Kindesalter bezeichnet. Kinder im Altern zwischen 6 und 12 Monaten sind am häufigsten betroffen. Insgesamt sind rund 80 Prozent der Babys jünger als 12 Monate.
Einer UNICEF-Studie zufolge tritt Kindesmisshandlung überwiegend innerhalb der Familie auf. Auch für das Schütteltrauma sind zumeist die biologischen Eltern des Kindes verantwortlich.

## Historisches
Der Neurochirurg Norman Guthkelch wies 1971 erstmals darauf hin, dass das heftige Schütteln von Säuglingen zu subduralen Blutungen und somit zu schweren (Hirn-)Schädigungen führen kann. Guthkelch nahm an, dass das Schütteln von Säuglingen in der Gesellschaft als eine mildere und sozial eher akzeptierte Form der Strafe als das Schlagen angesehen wird. Erst 1974 wurde das Krankheitsbild in rechtsmedizinischer Hinsicht wissenschaftlich vollständig beschrieben. Zuvor wurden die gestorbenen kindlichen Opfer diagnostisch und statistisch meist unter der unzutreffenden Rubrik Plötzlicher Kindstod eingeordnet und nicht weiter untersucht, die Verursacher somit nicht zur Rechenschaft gezogen. Da die inneren Blutungen, Gewebs- und Knochen-Verletzungen zumeist nicht äußerlich sichtbar sind, besteht noch heute ein großes Dunkelfeld. Bleibende Verdienste erwarb sich auf diesem Gebiet die Düsseldorfer Rechtsmedizinerin und Professorin Elisabeth Trube-Becker, die mit ihren Forschungen und Aufklärungskampagnen Kinderärzte, medizinisches Fachpersonal und die Öffentlichkeit für dieses Thema sensibilisierte.

## Bekannte Fälle
Der Schweizer Bergsteiger Erhard Loretan stimmte der Veröffentlichung seines Namens zu, nachdem er für das Schütteln seines sieben Monate alten Sohnes Ewan am Heiligabend 2001 verurteilt worden war. Sein Sohn war an den Folgen des Schütteltraumas verstorben und der Alpinist ging an die Öffentlichkeit, um durch seine Bekanntheit als Sportler auf die Folgen seiner Tat aufmerksam zu machen und andere Eltern zu warnen.